# صخره سیاه
صخره سیاه فیلمی به کارگردانی و نویسندگی مازیار بازیاران محصول سال ۱۳۵۲ است.

## خلاصه داستان
دو تبهکار (جهانگیر غفاری و کامران باختر) که از جانب جاسم (ماشین چیان) مأمور هستند نیمی از نقشهٔ یک گنج پنهانی را به دست بیاورند، پیرمردی (رضا بنی احمد) را تحت فشار قرار می‌دهند و او را مضروب می‌کنند...

## بازیگران
- نیلوفر
- فرامرز حمیدی
- جهانگیر غفاری
- ابراهیم فخار
- اسداله یکتا
- دلیله نمازی
- محسن آراسته
- حسن رضایی
- کامران باختر
- حسین شهاب
- رضا بنی احمد
- مسعود سراج
- عباس حق بین
- سحر
- لاله
- شهلا ریاحی
- ماشین چیان

## تولید فیلم

### درگیری در صحنه فیلمبرداری
در فروردین ماه سال ۱۳۴۹ و در محل فیلمبرداری فیلم در کوههای اطراف جاجرود، سکانس درگیری بین فرامرز حمیدی، حسن رضائی و کامران جدالی که قرار بود بصورت غیرواقعی باشد تبدیل به درگیری فیزیکی واقعی شد و جهانگیر غفاری و کامران دخالت کرده و فرامرز حمیدی را از بالای تپه ای به پایین پرت کردند. با وجود آسیب دیدگی حمیدی و قصد وی برای شکایت، کار فیلمبرداری از سر گرفته شد، ولی چند ساعت بعد مازیار بازیاران کارگردان حین انتخاب محل دوربین وقتی با یک چشم بسته در حال انتخاب زاویه دید بود از بالای صخره‌ای به پایین سقوط کرد و مصدوم شد. کارگردان در اثر این اتفاق به بیمارستانی در تهران منتقل شد و فیلمبرداری فیلم تا پایان دوره نقاهت کارگردان به تعویق افتاد.